# Светлая седмица
Све́тлая седми́ца, также Светлая неде́ля, Пасха́льная неделя, Свята́я неделя — в христианстве период продолжительностью семь дней, включающий в себя Пасхальное воскресенье и шесть последующих дней до Недели Фоминой (Антипасхи), т.е. до начала вечера следующей после Пасхи субботы (когда начинается празднование Антипасхи).
В православии во все дни седмицы все богослужения (утреня, часы, литургия и вечерня) подобны богослужению Пасхи. В течение всей седмицы Царские врата православных храмов раскрыты настежь — до Светлой субботы, когда после литургии происходит раздробление и раздача артоса. Царские врата по традиции закрываются первый раз перед чтением 9-го часа вечером в Светлую субботу (то есть перед началом вечернего богослужения).

Шестьдесят шестое правило Шестого Вселенского собора постановляет: 
От святаго дня воскресения Христа Бога нашего до недели новыя [то есть до Фоминой Недели], во всю седмицу верные должны во святых церквах непрестанно упражняться во псалмах и пениях и песнях духовных, радуясь и торжествуя во Христе, и чтению Божественных писаний внимая, и святыми тайнами наслаждаясь. Ибо таким образом со Христом купно воскреснем, и вознесемся. Того ради отнюдь в реченные дни да не бывает конское ристание, или иное народное зрелище.
Седмица — сплошная: поста в среду и пятницу нет, и даже готовящимся к Причащению нельзя самовольно налагать на себя пост.
В православии во всю Светлую седмицу после богослужения проводятся крестные ходы, на которых верующие поют праздничные песнопения и священник всех кропит святой водой. Во время крестного хода звучит праздничный колокольный звон. Православные христиане в этот период вместо как утренних, так и вечерних молитв читают Пасхальные часы.

## Галерея

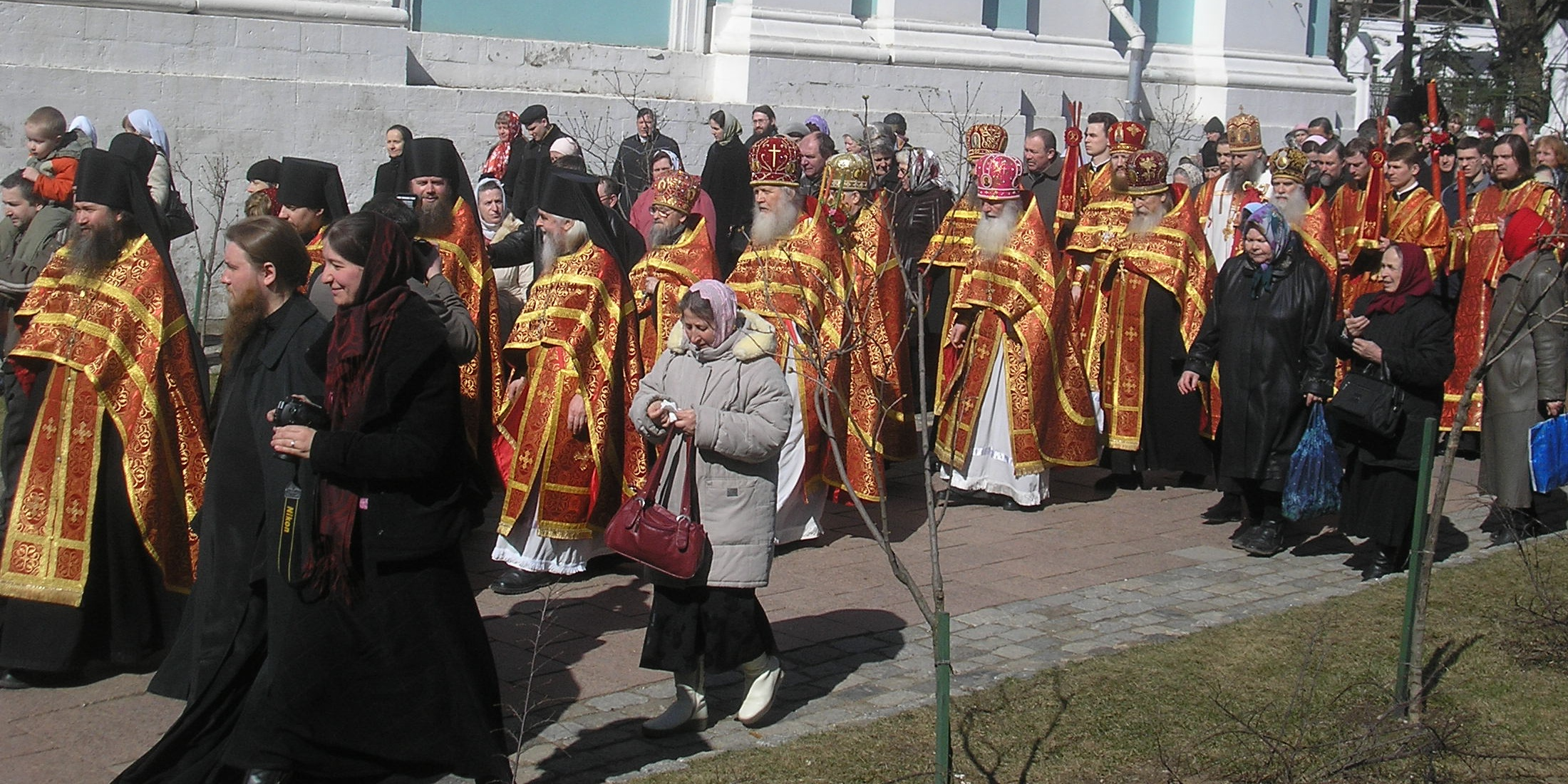
Священники шествуют во время Светлой седмицы (Троице-Сергиева лавра, Сергиев Посад, Россия).
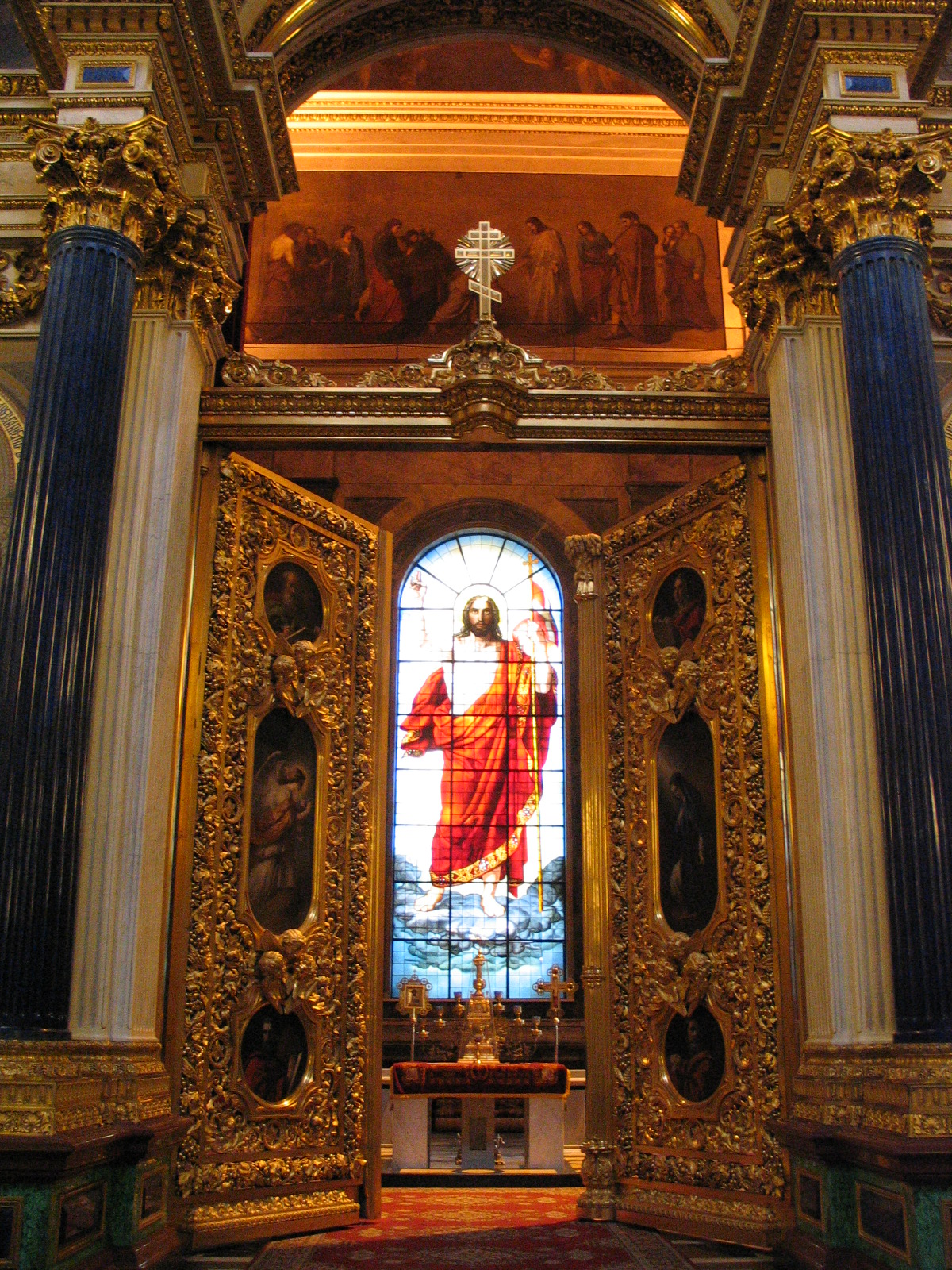
Святилище, видимое через открытые Святые врата во время Светлой седмицы. Эпитафий (тёмно-красный) виден на Священном Столе (Исаакиевский собор, Санкт-Петербург).
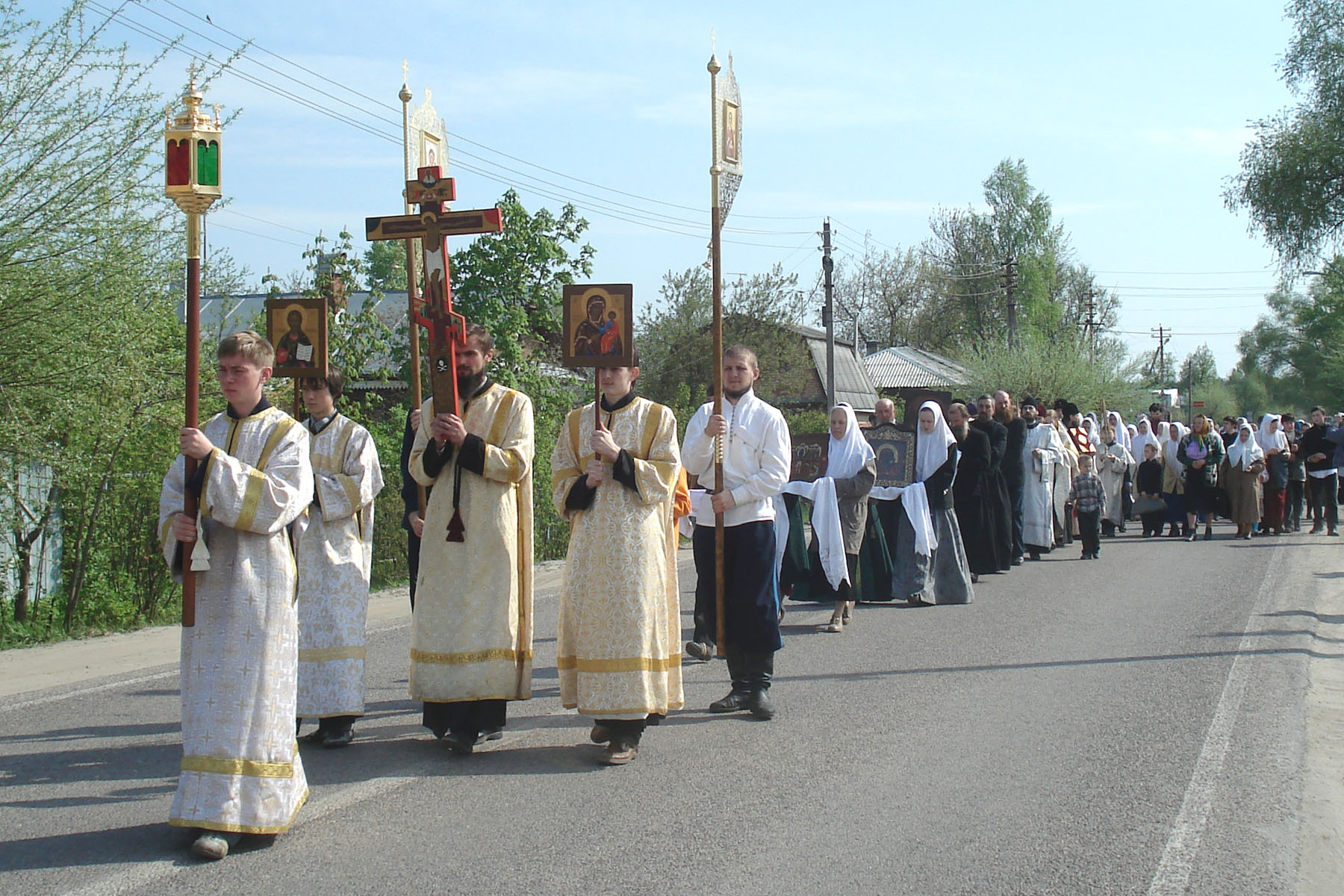
Крестный ход Светлой седмицы (Русская православная старообрядческая церковь в Гуслицах)